# Paolo Pasotto
Paolo Pasotto (Bologna, 4 settembre 1930 – Bologna, 18 novembre 2015) è stato un pittore e scultore italiano.

## Biografia
Fu allievo di Virgilio Guidi che ne presenterà la prima personale. Inizia la sua attività pittorica alla fine degli anni 50'. La sua arte, che in origine è figurativa, evolve verso una pittura, che si distingue rispetto all'informale dell'ultimo Naturalismo bolognese, arte definita del Metanaturalismodallo stesso Pasotto. Il Metanaturalismo di Pasotto è un atteggiamento di evocazione della materia attraverso la realizzazione di morbide pieghe ed increspature. Una pittura, quella del Metanaturalismo di Pasotto, nella quale galleggiano fantasmi, immagini sospese tra figurazione ed astrazione. La volontà è quella di evocare l'immedesimazione carnale tra le forme in una visione prelogica. La sua pittura dalle tinte dove predominano i colori della terra e i bruni del primo periodo si evolve nell'ultimo periodo verso una pittura dove sono presenti tinte chiare cerose.
Il critico Umbro Apollonio a proposito dell'arte di Paolo Pasotto scrive nel 1963: " Si potrebbe dire che il pittore rimane equidistante tanto dalle parvenze visibili e oggettive, quanto dai turbamenti generatisi nel suo animo. (..) Ne viene un organismo il cui impianto si costruisce grado a grado, con lentezza e dentro un silenzio incombente, ma anche con risoluta padronanza del motivo che lo ispira. (..) Rispetto alle molteplici riprese della tecnica informale, queste pitture rappresentano una proposta d'ordine più immaginario, quasi una versione razionalizzata delle suggestioni surreali, dove i termini del discorso fluiscono con calma inattaccabile e le trasparenze danno soltanto fremiti repressi."

## Mostre
Tra le mostre collettive a cui Pasotto ha partecipato si ricordano nel 1964 la partecipazione al XVIII° Premio Michetti, nel 1966 la mostra al Forum Stadtpark di Graz, nel 1967 la mostra nazionale di pittura Premio provincia di Trento, nel 1993 la I Biennale d'Arte Contemporanea di Bologna, nel 1995 la mostra Celebrazioni organizzata dal comune di Grosseto che doveva costituire il nucleo dei quadri per la realizzazione di un museo d'arte contemporanea mai realizzato, la mostra al museo MAGI '900 - Museo delle eccellenze artistiche e storiche del 2004 intitolata Luce vero sole dell'arte a cura di Giorgio di Genova, diverse edizioni del Premio Campigna l'ultima nel 2008, nel 2008 la mostra l'arte di amare l'arte a Palazzo Venezia a Roma, nel 2009 la mostra Vedo quadro. Cento artisti nel formato trenta per trenta presso l'accademia dei Ravvivati a Piombino, nel 2011 la 54ª Biennale d'arte di Venezia, padiglione Italia: Emilia-Romagna, sue opere partecipano nel 2016 alla rassegna contemporanea di pittura, scultura e installazioni nella Chiesa di San Michele Arcangelo a Sermoneta Promossa dal Centro d'Arte e Cultura di Sermoneta a cura di Lidia Palumbo Scalzi e Antonio Fontana.
Tra le personali più importanti, la sua prima presso la galleria Santo Stefano a Venezia nel 1961 con presentazione di Virgilio Guidi, quella del 1963 presso la  Galleria del Cavallino a Venezia con presentazione di Umbro Apollonio, quella del 1966 presso la galleria Ferrari di Verona con testo di presentazione di Renato Barilli, quella che nel 2003 il MAGI '900 - Museo delle eccellenze artistiche e storiche gli dedica mettendolo a confronto con le personalità di Vincenzo De Simone e Fabio De Sanctis mostra dal titolo De Sanctis. De Simone. Pasotto. Tre artisti della Generazione anni Trenta a cura di Giorgio Di Genova, nel 2006 la mostra nelle sale della confartigianato di Prato col patrocinio del comune di Prato e della provincia di Prato dal titolo Paolo Pasotto, nel 2007 la mostra presso la Sala Foresi del Palazzo Comunale di Civitanova Marche dal titolo Paolo Pasotto: dipinti degli anni '60, nel 2016 la retrospettiva che il MAP - museo dell'agro pontino dedica all'autore dal titolo Paolo Pasotto opere 1961-2006. Il 18 dicembre del 2017 si inaugura la mostra della sua opera intitolata Metanaturalismo presso il museo civico Duilio Gambellotti a Latina. Alla fine del 2018 alcune sue opere sono presenti alla I° Biennale Internazionale della Calabria Citra (BiCc) dove ottiene un tributo speciale postumo dalla commissione.
Ha ottenuto diversi riconoscimenti tra cui un Premio Nazionale Pubblica Istruzione.

## Musei e collezioni
Diverse sue opere sono presenti nella collezione del MAGI '900 - Museo delle eccellenze artistiche e storiche, alcune sue opere di cui una Turbinio segnico presentata alla XLII edizione del Premio Campigna sono presenti nella collezione permanente del Museo Galleria d'Arte Contemporanea "V. Stoppioni" a Santa Sofia (FC). A Bologna il teatro del Navile utilizza nei suoi spettacoli i burattini e le scenografie da lui realizzate in vari anni e di cui ha scritto anche i testi delle rappresentazioni, una sua grande opera 190x140 cm. dal titolo natura oltre è conservata presso il comune di Grosseto.Una sua opera faceva parte della collezione personale di André Breton .